# 陈光健 (1928年)
陈光健（1928年—2022年12月30日），男，湖南长沙人，中华人民共和国政治人物，曾任国家计划委员会副主任，第八届全国人大代表、常委会委员。